# Кведлінбург
Кведлінбург (нім. Quedlinburg) — місто в Німеччині, у землі Саксонія-Ангальт. Входить до складу району Гарц.
Площа — 120,42 км2. Населення становить 23 341 осіб (станом на 31 грудня 2021).
У 1995 році Старе місто, разом з Замковою горою, було внесене до списку світової культурної та природної спадщини ЮНЕСКО. До його складу ввійшло більше ніж 1600 будинків, збудованих понад 600 років тому.

## Географія
Місто роміщене у долині річки Боде, яка була визнана ідеальним місцем для поселення ще за часи кам'яної доби. А Замкова гора (нім. Schlossberg) давала природний прихисток.
Кведлінбург вважається воротами до Гарцу, що лежить дещо південніше.

## Історія
За легендою місто заснував Квітило (Quitilo).
Перші згадки про місцевість поблизу нинішнього Кведлінбурга датовані кінцем VIII століття. Вперше Кведлінбург згадується 22 квітня 922 року в документі, виданому Генріком I Птахоловом для монастиря бенедиктинців у місті Гекстер (Північний Рейн-Вестфалія), у якому він названий містом. Після коронації саксонського герцога Генріха I першим німецьким королем 922 року в цій місцевості був побудований тимчасовий королівський палац. Його значення виявилося настільки великим, що після смерті короля 936 року в Мемлебені його останки були перенесені сюди і поховані перед вівтарем палацової каплиці на Замковій горі. Місто користувався особливим шануванням королівського роду як «Quitilingaburg» — державна метрополія, у якій проводилися урочисті заходи та церковні свята.
996 року імператор Оттон I заснував на Замковій горі абатство, на чолі якого стояла абатиса. Північніше абатства Оттон III заклав фундамент міста, яке було призначене для постачання абатства. Протягом 460 років абатиси визначали життя міста, що не завжди було до душі городянам, яким доводилося платити податки та акцизи жіночому монастирю, зобов'язаному захищати місто у разі небезпеки. Тому місто прагнуло свободи.
973 року у Кведлінбурзі відбувся імперський з'їзд, на якому були присутні посли багатьох держав, у тому числі київського князя Ярополка Святославовича.
1384 року місто вступило до нижньосаксонського співтовариства міст і 1426 року — до Ганзейського союзу. На знак здобутої свободи було споруджено статую Роланда. Постійні чвари між містом та монастирем призвели до того, що 1477 року місто піддалося озброєному нападу. За наказом настоятельки монастиря Гедвіги Саксонської місто вийшло з Ганзи й змушене було підписати покаянну грамоту, яка обмежила його права. У ході боїв статуя була зруйнована, а відновлена знову лише 1869 року.
1922 року Кведлібург відзначив своє тисячоліття, хоча права міста були надані йому Оттоном III тільки в 994 році.
Помітний архітектурний розквіт міста припадає на час Тридцятилітньої війни. У цей час було споруджено значну кількість фахверкових будинків, багато з яких зберіглись донині.

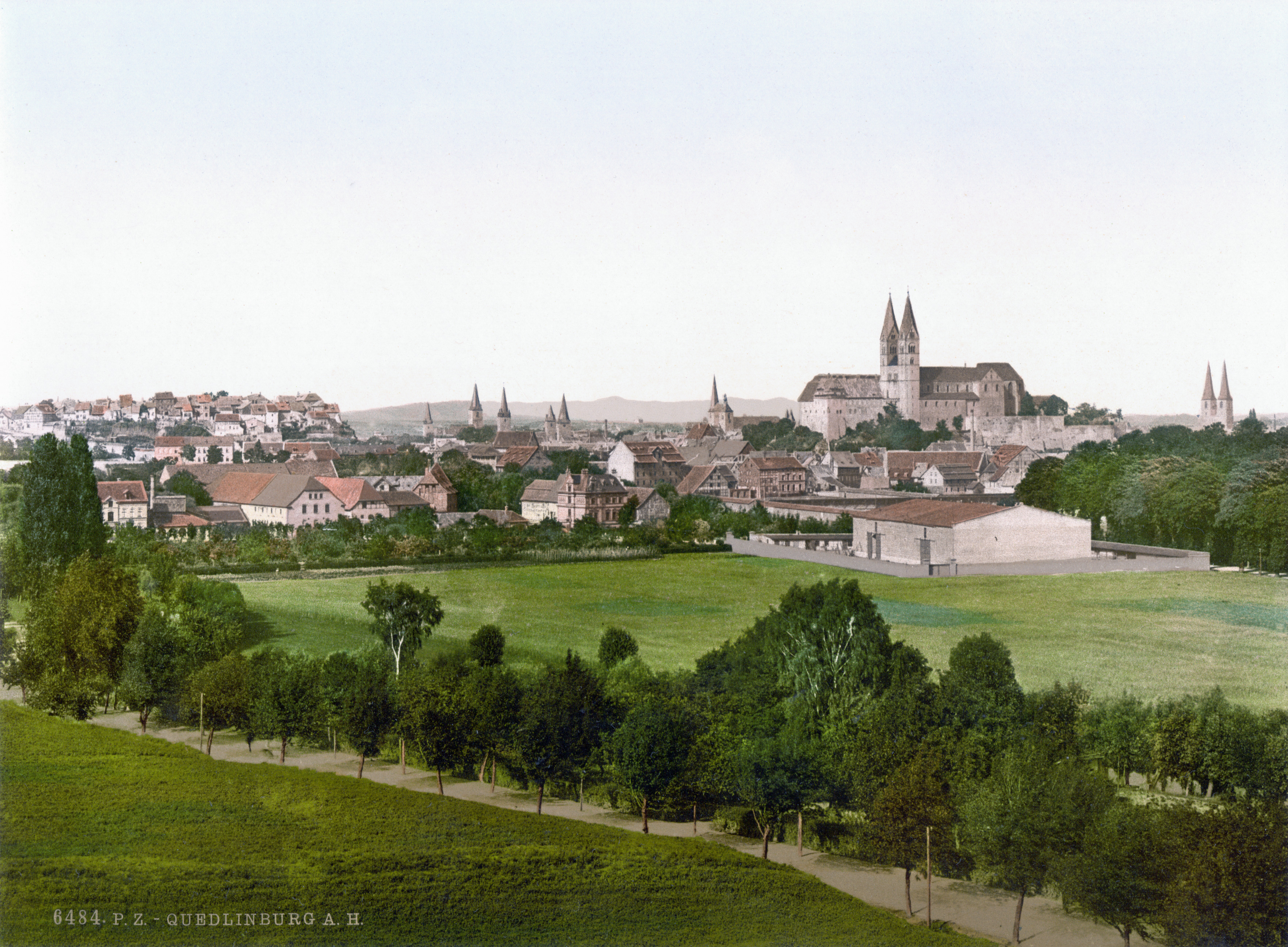
Кведлінбург 1900 року

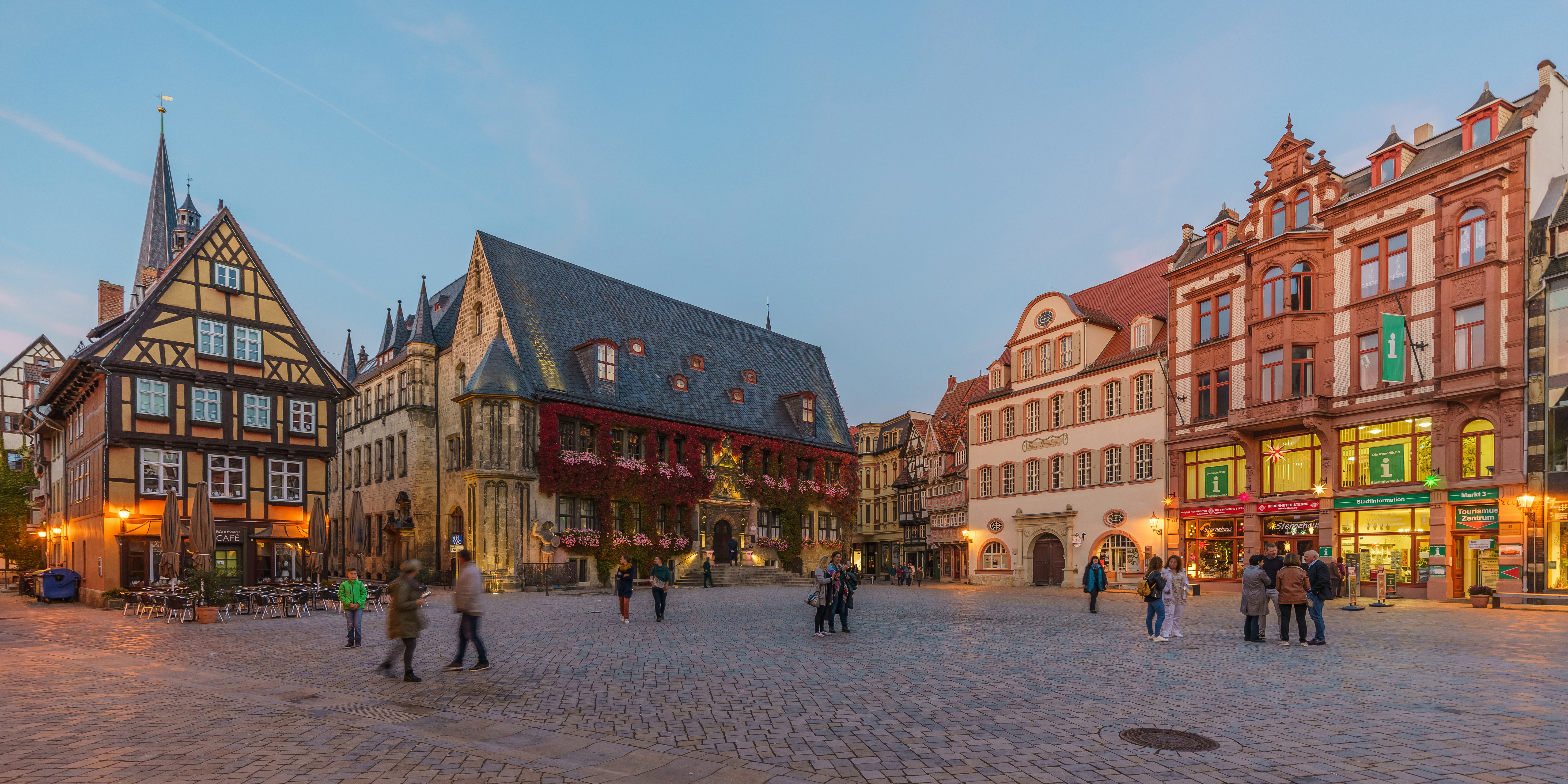
Ринкова площа

У XIX столітті у Кведлінбурзі зароджується і розвивається традиція селекції та розведення насіння квітів та овочів, що принесло місту велике багатство, яке знайшло відображення у чудових віллах, побудованих у той час. Селекція та розведення насіння овочевих, декоративних та пряносмакових рослин грає і донині велику роль в економіці Кведлінбурга.
Хоча Друга світова війна пощадила місто, старі споруди Кведлінбурга серйозно постраждали за час існування НДР, оскільки заходи щодо збереження старовинних будинків були зведені до мінімуму. Існували навіть плани знесення старого центру та ринкової площі для того, щоб спорудити на цьому місці будівлі, які б відповідні епосі соціалізму. Але реалізація цього проєкту постійно відкладалася через фінансові складнощі. Після об'єднання Німеччини були вжито заходів щодо збереження старовинної фахверкової архітектури міста.

## Архітектура

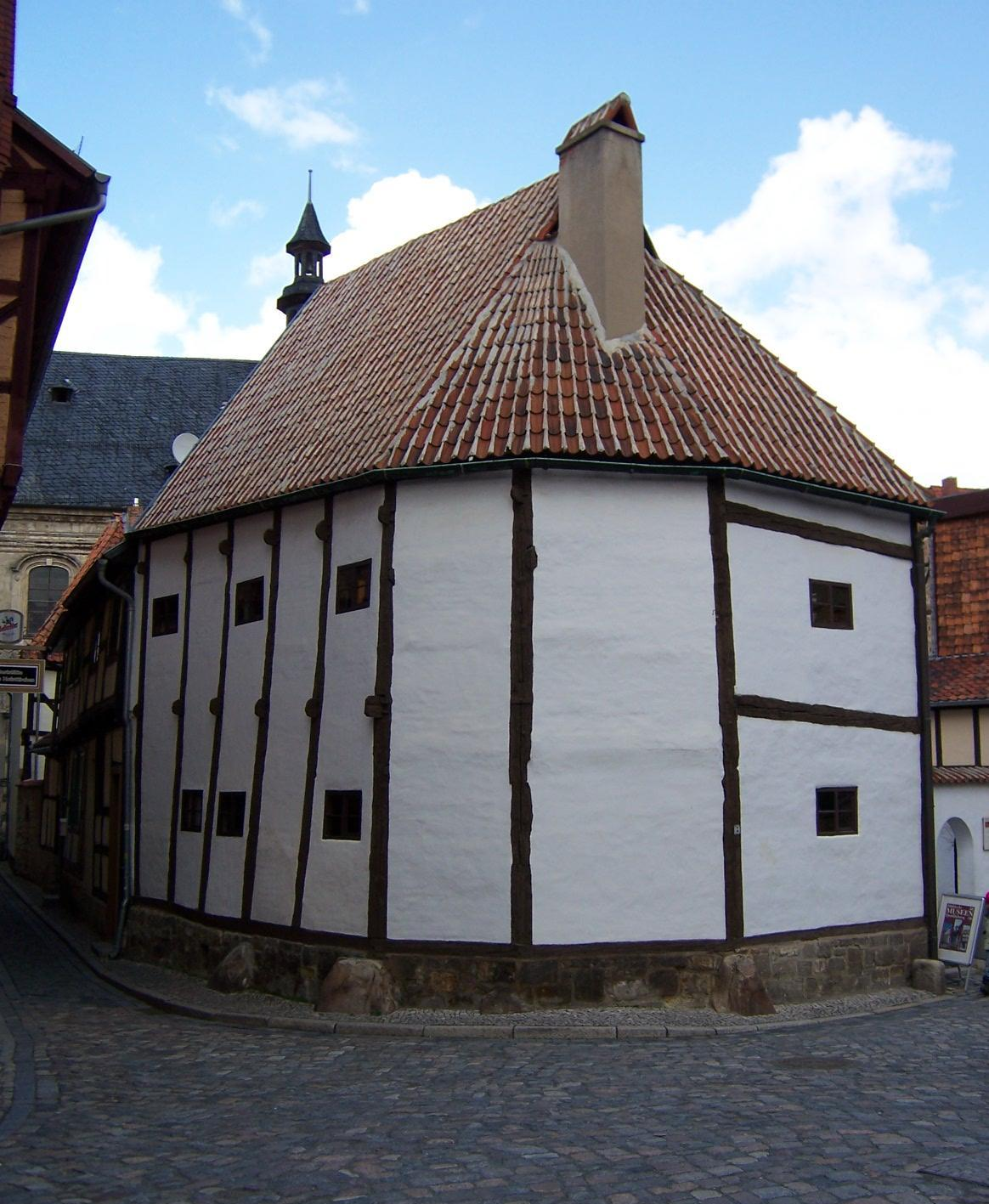
Найдавніший фахверковий будинок

Неповторний вигляд надають Кведлінбургу сотні будинків-фахверків, побудованих у XIV–XVIII століттях. Найбільш примітні будинки навколо бенедиктинської церкви Маркткірхе: вузький та високий будинок з виступаючими один над одним поверхами споруджені у XV столітті у готичному стилі, поруч стоїть фахверковий будинок з архітектурними прикрасами у стилі ренесансу (XVI ст.), а за ним розташована будівля міських герольдів, де крім герольдів проживали жандарм та акушерка.
Замикає цей ряд будинків фахверк XVIII століття.
Найдавніший фахверковий будинок на території Східної Німеччини (перша половина XIV ст.) знаходиться неподалік від ринкової площі за адресою Вордгассе 3. У ньому розміщується невеликий музей, присвячений мистецтву фахверка.
Кожен поверх фахверка готичного стилю — це будинок у собі, цей елемент повторюється неодноразово, причому цокольний поверх вище за інших, а кожний наступний поверх виступає над попереднім. Цей стиль пізніше поступився нижньосаксонському стилю. У цьому стилі збудовано будинок письменника Клопштока на горі Шлосберг. А фахверки епохи ренесансу можна зустріти у старовинній частині міського центру.
До пам'ятників архітектури Кведлінбурга відносяться і цивільні будівлі, наприклад, Гагенше Фрайгаус — палац у стилі ренесансу. Зовнішній вигляд цієї будівлі не змінювався з XVI століття. Зразком монументального архітектурного мистецтва бароко є будівля суду на площі Корнмаркт за ратушею.

### Finkenherd
На місці ансамблю фахверкових будинків більше тисячі років тому сидів герцог Генріх Перший, полюючи на птахів. У цей час йому повідомили про обрання його імператором. Урочиста процедура коронації була проведена потім у Фріцларі.

### Статуя Роланда

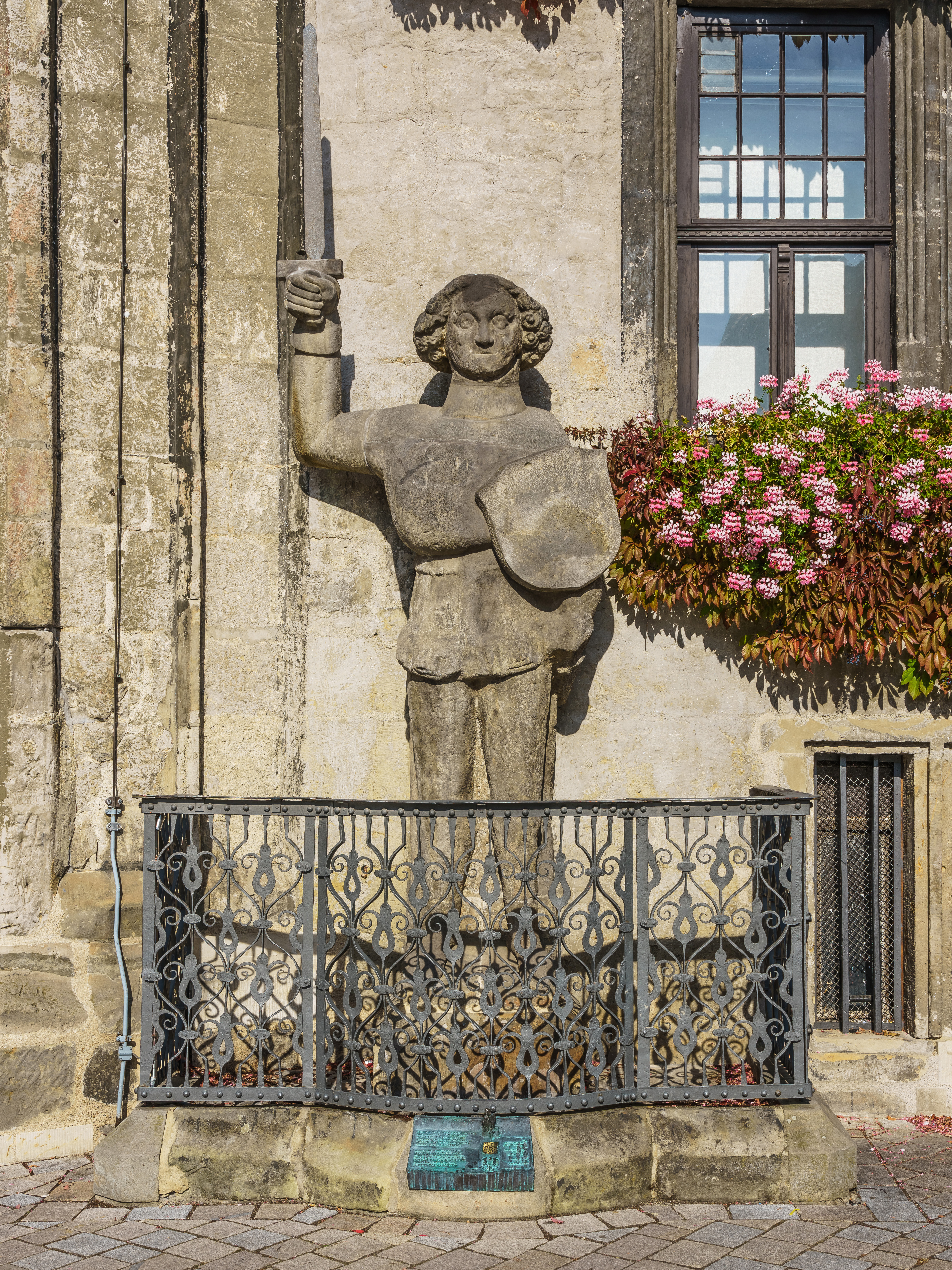
Статуя Роланда

На північній стороні ринкової площі розташована ратуша, вперше згадана 1310 року. Ліворуч від портала ратуші стоїть кам'яний велетень — кведлінбургський Роланд. Його висота — 275 см, він найменший зі збережених символів ринкового права та ринкової свободи, а також прагнення городян підкорятися тільки імператорові. Зі статуєю Роланда пов'язана значна частина історії міста.

### Герб міста
Над порталом ратуші видно імперський орел з гербом міста у вигляді собаки, що сидить у воротах. Ще вище богиня достатку Абунданція символічно обсипає кожного, хто входить з роги достатку.

### Дім Грюнгагена
Навпроти ратуші, на початку вулиці Широкій (нім. Breite Strasse) стоїть «будинок Грюнгагена», побудований в 1701 р. у стилі пізнього бароко. Цей патриціанський будинок прикрашає ринкову площу, яка стала пішохідною зоною.

### Монастирські будівлі на горі Шлоссберг

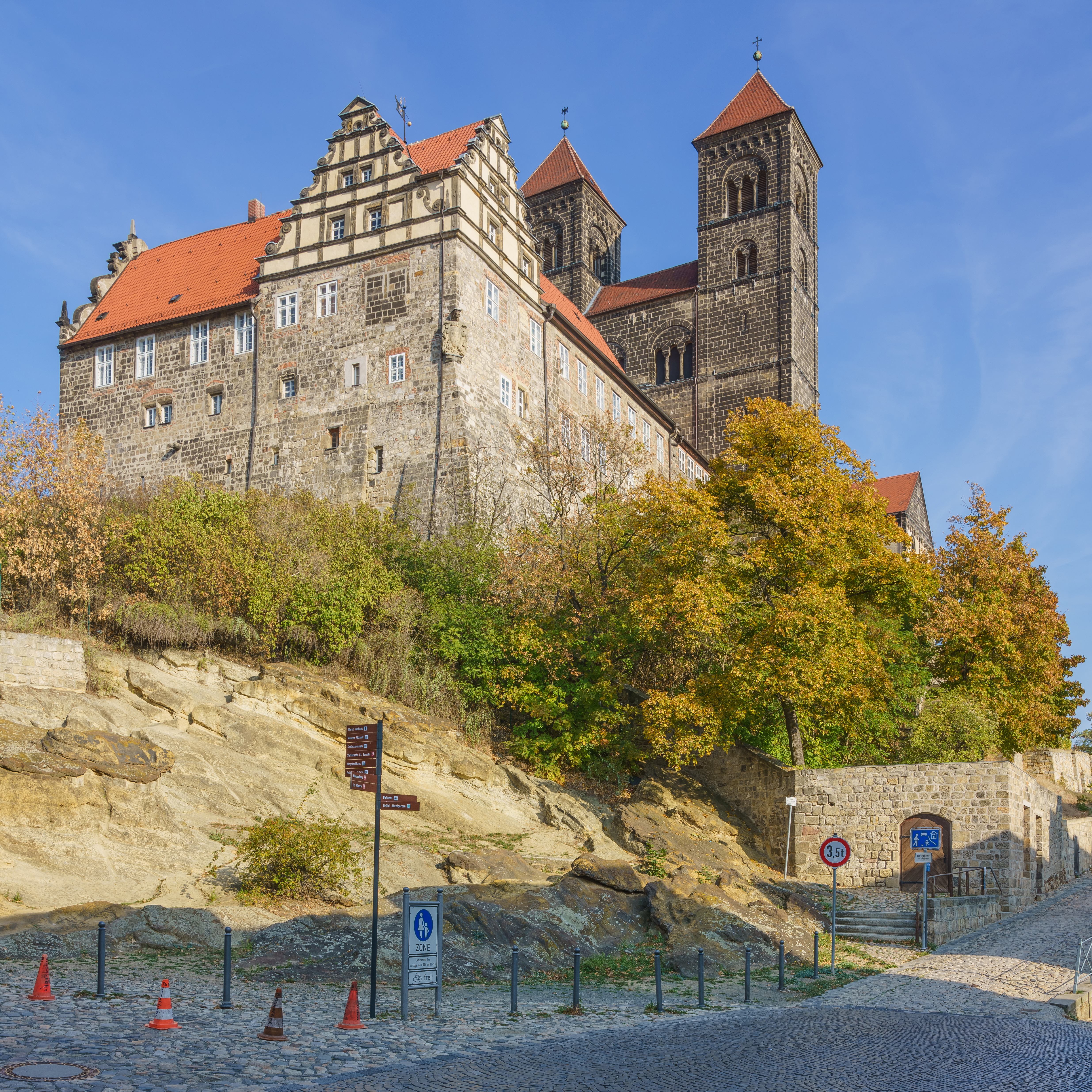
Монастирські будови на горі Шлосберг

Монастирська церква («Штіфтскірхе») побудована у романському стилі та неодноразово перебудовувалася. Крипта, у якій 936 року було поховано короля Генріха, була перебудована 1021 року, а через п'ятдесят років пожежа, причиною якої була гроза, повністю знищила церкву. Довелося навіть розібрати її кам'яні стіни. Але вже 1129 року імператор Лотар відкрив нову церкву. Останки Генріха, що покоїлися у кам'яному саркофазі, виявилися втраченими.
Місто розглядалося одним з культових місць нацистської ідеології. У 1937 р. нацисти перетворили храм у приміщення для проведення партійних обрядів. Вони спалили вівтар та церковні лави. Гробниця Генріха виявилася порожньою. Церква постраждала і від артилерійського обстрілу під час наступу американців. Її відновлення почалося у липні 1945 року, після приходу радянської армії.
На території монастиря існує і так звана західна крипта, вирубана у скелі у Х столітті. Вона призначалася для поховання померлих жителів монастиря. Але ця усипальниця не була використана за своїм прямим призначенням та протягом декількох століть служила погребом для зберігання картоплі та вугілля. Зараз у ній розташовано нічний бар, який зберіг атмосферу давнини. Будівля самого монастиря в останні роки використовується для експозиції краєзнавчого музею.
У церкві розташована і скарбниця, у якій, зокрема, знаходиться близько половини цінностей, відправлених у посилках польової пошти до Америки американським лейтенантом 1945 року та тільки у 1990 році повернутих назад. Своєрідним експонатом музею служить пересувна в'язниця «Raubgrafenkasten», у яку городяни саджали 1337 року графа Альбрехта II.

### Мюнценберг
Навпроти гори Шлосберг височить пагорб, на якому розташована старовинна частина міста — Мюнценберг (нім. Münzenberg — «монетна гора»). Щоб піднятися на пагорб, треба подолати 99 сходинок. Зверху відкривається панорама Кведлінбурга з його вежі на фоні Гарца. Від мініатюрної ринковій площі цього гірського містечка віялом розходяться вулички та провулки з малими будинками — фахверк. Після смерті Генріха I його дружина, королева Матильда, що отримала пфальц у спадок, заснувала тут жіночий монастир, яким керувала до своєї смерті з 968 року. Першою абатисою цього абатства стає онучка королеви.
Від колишнього жіночого монастиря Святої Марії залишилися лише невеликі руїни. Цей монастир було засновано настоятелькою Матільдою II по велінню Оттона III у 986 р. і підпорядковано монастирю Шлосберг. У 1524–1525 роках обидва кведлінбурзьких монастиря були зруйновані повсталими селянами. Вціліла лише монастирська пекарня, височенна труба якої досі височить над кривими дахами містечка.
Після 1576 року на цьому пагорбі стали селитися ремісники, візники та музиканти.

### Віпертікірхе
На місці колишнього королівського двору, де раніше зупинялися королі та імператори, які відвідували містечко, стоїть церква Віпертікірхе (нім. Wipertikirche), повністю відреставрована 1959 року. З трьох боків її захищають води річки Боде, а з четвертого — гора Капелленберг (нім. Kapellenberg).

### Вежі Кведлінбурга

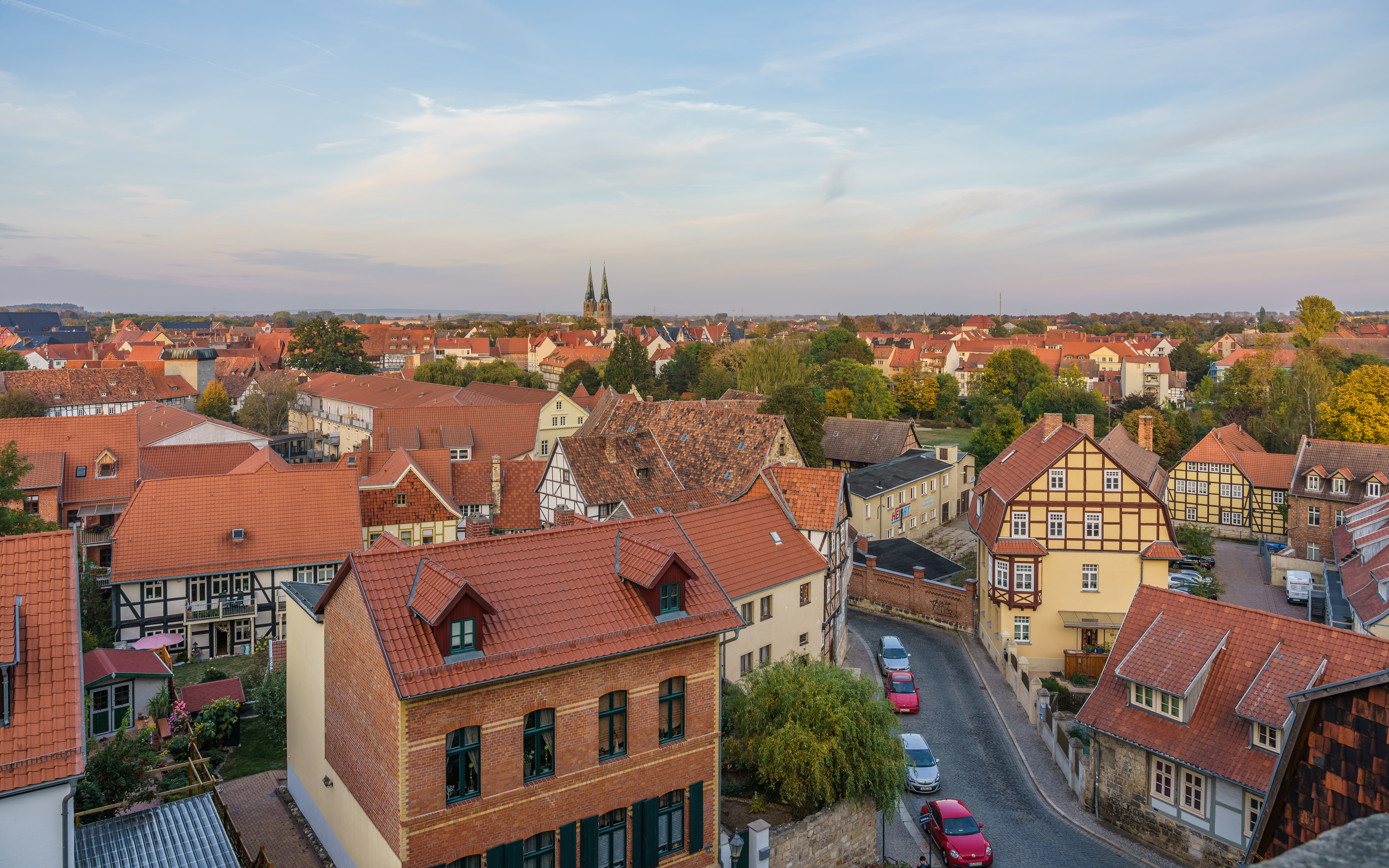
Вид із замку

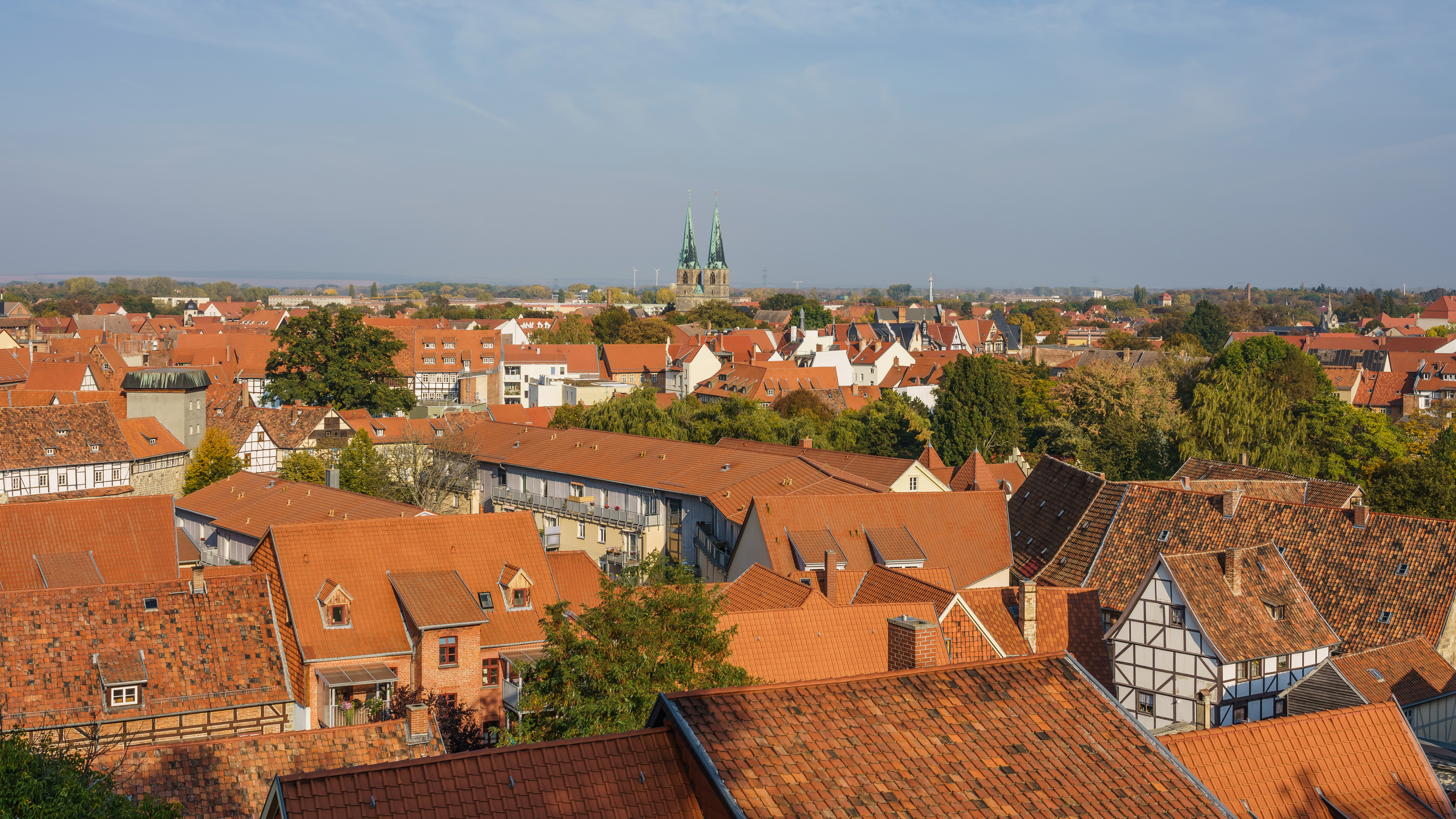
Вид із замку

Дивлячись на Кведлінбург згори, у першу чергу увагу привертають середньовічні міські вежі, залишки потужної міської стіни та численні церкви. У середині XIV століття у старовинній частині міста налічувалося 18 веж, а у новій частині — 10 веж. Їх можна побачити на старовинних гравюрах Меріана. Але зі зростанням дорожнього руху в'їзні башти були знесені. Зараз у сучасній частині Кведлінбурга збереглися лише чотири башти, і стільки ж веж залишилося на західній ділянці давньої міської стіни. Залишки міської стіни, вперше згаданої у грамоті 1179 року. Можна підрахувати і її колишню довжину: 2290 метрів у старовинній частині міста і 1570 метрів — у новій частині. Всі рови і вали, які захищали стіни міста, були остаточно засипані та зрівняні з землею в 1821 року. Поряд з міськими вежами у небі Кведлінбурга видно і церковні вежі. Найвищі — готичні вежі церкви Святого Миколая чи монастирської церкви у новій частині міста (72 метра). Ця церква вперше згадується 1222 року, але побудована вона була раніше.

### Блазіїкірхе
Інша церква — Блазіїкірхе (нім. St.-Blasii-Kirche), що стоїть неподалік від ринкової площі, вперше згадується 1223 року. Стара вежа тієї церкви колись прикрашала більш давню церковну споруду Х століття.

### Маркткірхе
Бенедиктинська церква — «Маркткірхе» (нім. Marktkirche) — розташована за ратушею та вперше згадується 1223 року. Ще одна церква — Егідіїкірха (нім. Aegidiikirche) — вперше згадується 1179 року, але остаточно добудована вона була тільки у XV столітті, а церква Святої Матильди споруджена у 1855–1858 роках для католицької громади.

### Церква Св. Йоганна
1906 року була побудована церква Св. Йоганна.

## Уродженці Кведлінбурга
- Письменник Фрідріх Ґотліб Клопшток народився у Кведлінбурзі 2 липня 1724 року у патриціанському домі (XVI століття) на горі Шлосберг. Місто широко відзначило 250-у річницю з дня народження Клопштока: будинок, у якому він народився, був відреставрований, зараз там розміщується музей Клопштока. Будинок любовно називають «старим Клопштоком». Пам'ятник письменнику було споруджено раніше — 7 липня 1831 року.
- Також у Кведлінбурзі народився Йоганн Крістіан Гутсмутс (1759–1839), основоположник фізкультурного руху. 1904 року було відкрито пам'ятник Гутсмутсу, на постаменті поруч з ним стоїть його найкращий учень — Карл Ріттер.
- Карл Ріттер (1779–1859) вважається основоположником наукової географії. Ріттер став першим професором географії Берлінського університету.
- Доротея Крістіана Еркслебен-Лепорін (1715–1762), перша жінка — доктор медичних наук.
- У Кведлінбурзі 1834 року народився поет і прозаїк Юліус Вольф.
- Фрітц Бляй (1853–1931) — німецький мистецтвознавець, письменник.

## Економіка
У Кведлінбурзі, як і по всій території колишньої НДР, великий відсоток безробітних. Однією з головних галузей господарства Кведлінбурга з давніх часів вважається насінництво. За часів НДР у Кведлінбурзі існувало кілька підприємств та комбінатів, які займалися селекцією та розмноженням насіння, на яких працювали тисячі людей. На сьогоднішній день залишилося тільки кілька фірм, які продовжують традицію насінництва. Одна із них satimex Quedlinburg Handelsgesellschaft mbH [Архівовано 30 Грудня 2020 у Wayback Machine.]. Щоб підкреслити приналежність до багатої традиції насінництва, ця компанія носить назву міста у своїй назві.